# Schweighouse-sur-Moder
Schweighouse-sur-Moder es una comuna francesa situada en la circunscripción administrativa de Bajo Rin y, desde el 1 de enero de 2021, en el territorio de la Colectividad Europea de Alsacia, en la región de Gran Este. 

## Demografía
| 2640 | 3203 | 3813 | 4134 | 4354 | 4595 | 5050 |
| Para los censos de 1962 a 1999 la población legal corresponde a la población sin duplicidades (Fuente: INSEE [Consultar]) |      |      |      |      |      |      |